# N779 (België)
De N779 is een gewestweg in de Belgische provincie Limburg. Deze weg vormt de verbinding tussen het centrum van Genk en industrieterrein Genk-Noord.
De totale lengte van de N779 bedraagt ongeveer 3 kilometer.

## Traject van de N779
De N779 vertrekt aan de rotonde op de Europalaan ter hoogte van Shopping 2. Het eerste deel van het tracé draagt deze gewestweg de naam Bochtlaan, vanaf het kruispunt met de Winterslagstraat verandert deze naam in Evence Coppéelaan. De route gaat door tot het kruispunt met de Koerweg.

## Evence Coppéelaan
De Evence Coppéelaan van 1,2 kilometer verbindt het stadscentrum en C-Mine. Hij had vier rijstroken en was bekend als stadssnelweg.
In 2022-2024 werd deze gewestweg omgevormd van vier naar twee rijstroken, met een breder fietspad. De Vlaamse overheid noemt dit met 1,1 hectare "het grootste onthardingsproject ooit in Vlaanderen", met een ventweg en parkeerplaatsen met brede, waterdoorlatende voegen met plantengroei in.